# Frederik van Eeden

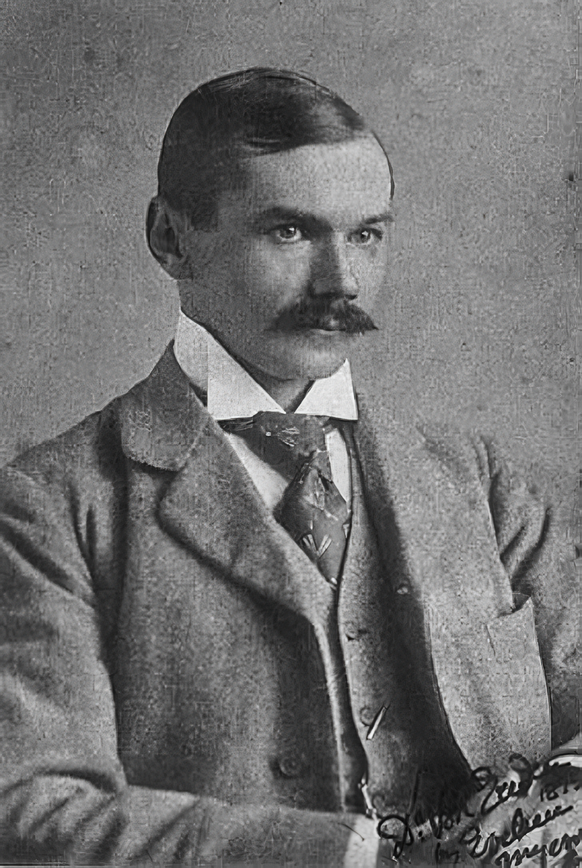
Frederik van Eeden

Frederik Willem van Eeden (* 3. April 1860 in Haarlem; † 16. Juni 1932 in Bussum) war ein niederländischer Psychologe, Sozialreformer und Schriftsteller.

## Leben
Frederik van Eeden war der Sohn von Frederik Willem van Eeden und wuchs in einer Umgebung auf, in der Kunst und Wissenschaft eine wichtige Rolle spielten. 1878 begann er, Medizin in Amsterdam zu studieren. 1886 promovierte Van Eeden und ließ sich in Bussum als Hausarzt nieder. Er spezialisierte sich jedoch schnell auf Psychotherapie. Zu Beginn der 1880er Jahre spielte Van Eeden eine wichtige Rolle im Amsterdamer Studentenleben und veröffentlichte seine ersten Artikel. Er wurde Mitglied der niederländischen Schriftsteller-Vereinigung Flanor. 1885 gründete er mit Frank van der Goes, Willem Kloos, Willem Paap und Albert Verwey die Zeitschrift De Nieuwe Gids, die das Sprachrohr der Beweging van Tachtig werden sollte. Die ersten Ausgaben des Nieuwe Gids beinhalteten Teile des von Van Eeden geschriebenen Märchens De Kleine Johannes. Das Märchen wurde 1887 als Buch veröffentlicht. 1894 verließ Van Eeden die Redaktion des Nieuwe Gids.
Am 15. April 1886 heiratete Frederik van Eeden Martha van Vloten. Sie wurden Eltern zweier Söhne. Am 29. Juni 1907 ließen sie sich scheiden. Am 21. August 1907 heiratete Van Eeden seine zweite Ehefrau Geertruida Woutrina Everts, mit der er ebenfalls zwei Söhne hatte.
1900 erschien Van Eedens psychologischer Roman Van de koele meren des doods. Das Werk wurde seitdem mehrmals neu aufgelegt und wird immer noch häufig gelesen. 1982 wurde der Roman von Nouchka van Brakel verfilmt.
Die Kolonie Walden in Bussum war ein Versuch, seinen gesellschaftlichen Auffassungen eine konkrete Gestalt zu geben. Das Experiment, das nur wenige Jahre Bestand hatte (1898 bis 1907), war für die Entwicklung des niederländischen Sozialismus von Bedeutung.
In der Klartraumforschung wird van Eeden die Einführung des Begriffes lucid dream zugesprochen.